# ATP Cleveland 1983
L'ATP Cleveland 1983 è stato un torneo di tennis giocato sul cemento. È stata la 6ª edizione dell'ATP Cleveland, che fa parte del Volvo Grand Prix 1983. Si è giocato a Cleveland negli USA, dall'8 al 14 agosto 1983.

## Campioni

### Singolare
Martin Davis ha battuto in finale  Matt Mitchell con il punteggio di 6–3, 6–2

### Doppio
Mike Myburg /  Christo van Rensburg hanno battuto in finale  Francisco González /  Matt Mitchell con il punteggio di 7–6, 7–5